# Centro storico di Taranto
Il centro storico di Taranto occupa l'isola, collegata al borgo umbertino e alla città nuova dal ponte girevole mentre dall'altro estremo attraverso il ponte in pietra è collegata al quartiere Tamburi e alla zona industriale. È noto anche come "Taranto Vecchia". 
È il quarto centro storico più grande della Puglia, dopo quelli di Lecce, Barletta e Brindisi. 
E nonostante la storia della città, versa ancora oggi in condizioni precarie. 
Nel 1920 un intero isolato fu demolito. 
La chiesa più importante è il Duomo di Taranto.
Il Castello Aragonese domina una parte della visuale. 
Ai margini dell'isola insistono dei moli turistici per imbarcazioni leggere. 
Arricchiscono il centro storico di Taranto via duomo e le colonne doriche. 
Nel museo diocesano è possibile osservare opere artistiche di notevole valore.